# Подладанник
Подла́данник (лат. Cytinus) — род паразитических цветковых растений семейства Подладанниковые (лат. Cytinaceae). Виды этого рода не содержат хлорофилла и могут питаться лишь за счёт растения-хозяина. Подладанник паразитует только на ладаннике (лат. Cistus) и галимиуме (лат. Halimium), растениях семейства Ладанниковые (лат. Cistaceae).
Несколько видов рода произрастают в Средиземноморье, Южной Африке. Возможно, на Мадагаскаре обитают неоткрытые ещё виды этого рода.

## Ботаническое описание
C. capensis и C. sanguineus — двудомные растения, а C. hypocistis (подладанник жёлтый) — однодомный. Последний вид поражает главным образом Halimium halimifolium и Cistus monspeliensis в Португалии.

## Систематическое положение
Раньше подладанник включался в паразитическое семейство Раффлезиевые (лат. Rafflesiaceae), однако сейчас он, как и род Bdallophytum, рассматривается в составе семейства Подладанниковые (лат. Cytinaceae). 

## Использование
Молодые побеги C. hypocistis используются как заменитель спаржи, а экстракт применяется для лечения дизентерии, опухоли в горле и как вяжущее средство. С. ruber также съедобен, он применяется в народной медицине как средство, стимулирующее менструацию.

## Виды

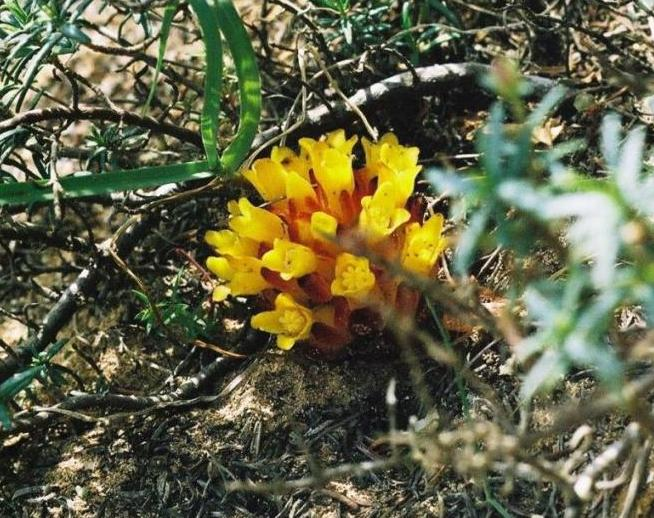
Подладанник жёлтый

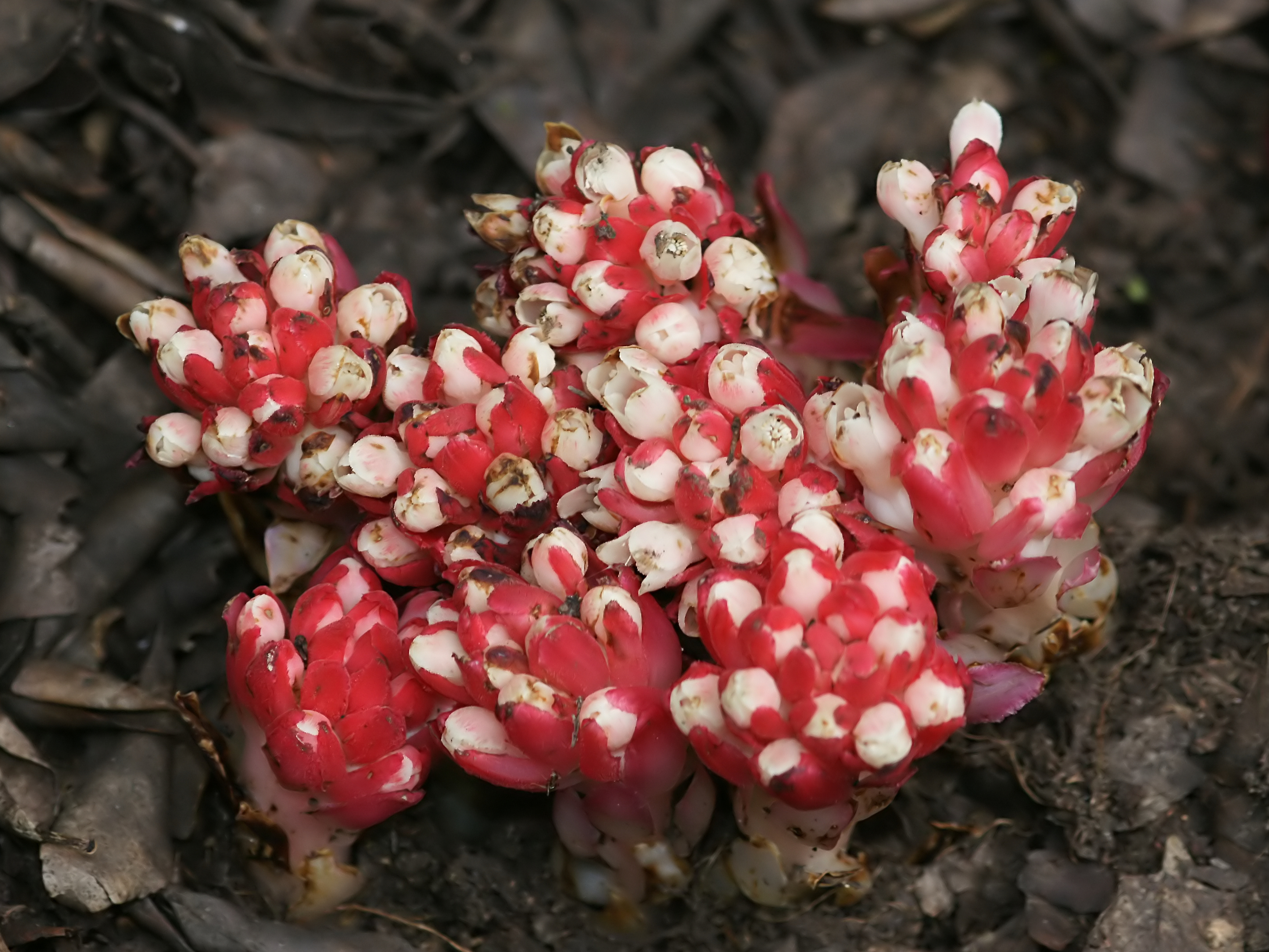
Подладанник красный

По информации базы данных The Plant List (на июль 2016) род включает 8 видов:
- Cytinus baronii Baker f.
- Cytinus capensis Marloth
- Cytinus glandulosus Jum.
- Cytinus hypocistis (L.) L. typus — Подладанник жёлтый
- Cytinus malagasicus Jum. & H.Perrier
- Cytinus ruber (Fourr.) Fritsch — Подладанник красный
- Cytinus sanguineus (Thunb.) Fourc.
- Cytinus visseri Burgoyne